# Villethierry
Villethierry är en kommun i departementet Yonne i regionen Bourgogne-Franche-Comté i norra Frankrike. Kommunen ligger i kantonen Pont-sur-Yonne som tillhör arrondissementet Sens. År 2022 hade Villethierry 800 invånare.

## Befolkningsutveckling
Antalet invånare i kommunen Villethierry
| Referens: INSEE |